# Brainerd Lakes Regional Airport

i7
i11
i13
Der Brainerd Lakes Regional Airport (IATA-Code: BRD, ICAO-Code: KBRD) ist der Flughafen der Stadt Brainerd im Crow Wing County im Zentrum des US-amerikanischen Bundesstaates Minnesota.
Der Flughafen wird von der Brainerd Lakes Regional Airport Commission betrieben, einem gemeinsamen Gremium der Stadt Brainerd und des Crow Wing County.
Die Federal Aviation Administration (FAA) stuft den zum National Plan of Integrated Airport Systems gehörenden Flughafen anhand der Zahl von 16.665 abfliegenden Passagieren als primary commercial service airport ein.

## Lage
Das Flughafengelände liegt acht Kilometer nordöstlich des Stadtzentrums von Brainerd. Die Minnesota State Route 210 führt unmittelbar am Flughafen vorbei. Westlich des Flughafengeländes fließt der Oberlauf des Mississippi.

## Ausstattung
Der Brainerd Lakes Regional Airport hat eine Gesamtfläche von 631 Hektar. Er verfügt über zwei Start- und Landebahnen, die beide einen Betonbelag haben. Es gibt einen Passagierterminal mit einer Fluggastbrücke. Die Mietwagenfirmen National, Hertz und Alamo haben Stützpunkte im Empfangsgebäude.

## Flugzeuge und Flugbewegungen
Auf dem Flughafen sind insgesamt 88 Flugzeuge stationiert. Davon sind 72 einmotorige und vier mehrmotorige Propellermaschinen, vier Düsenjets sowie acht Hubschrauber.
Von den 101 Flugbewegungen pro Tag sind 84 Prozent der Allgemeinen Luftfahrt und 4 Prozent dem Lufttaxiverkehr zuzuordnen. Linienflüge machen elf Prozent aus. Daneben gibt es noch rund ein Prozent militärische Flugbewegungen.

## Fluggesellschaften und Flugziele
- Delta Connection – betrieben von SkyWest Airlines – nach Minneapolis-Saint Paul und International Falls[3]

### Frachtgesellschaften
- Bemidji Airlines – nach Minneapolis-Saint Paul
- FedEx Feeder – betrieben von CSA Air[4] – nach Rochester